# Sang-Wook Cheong

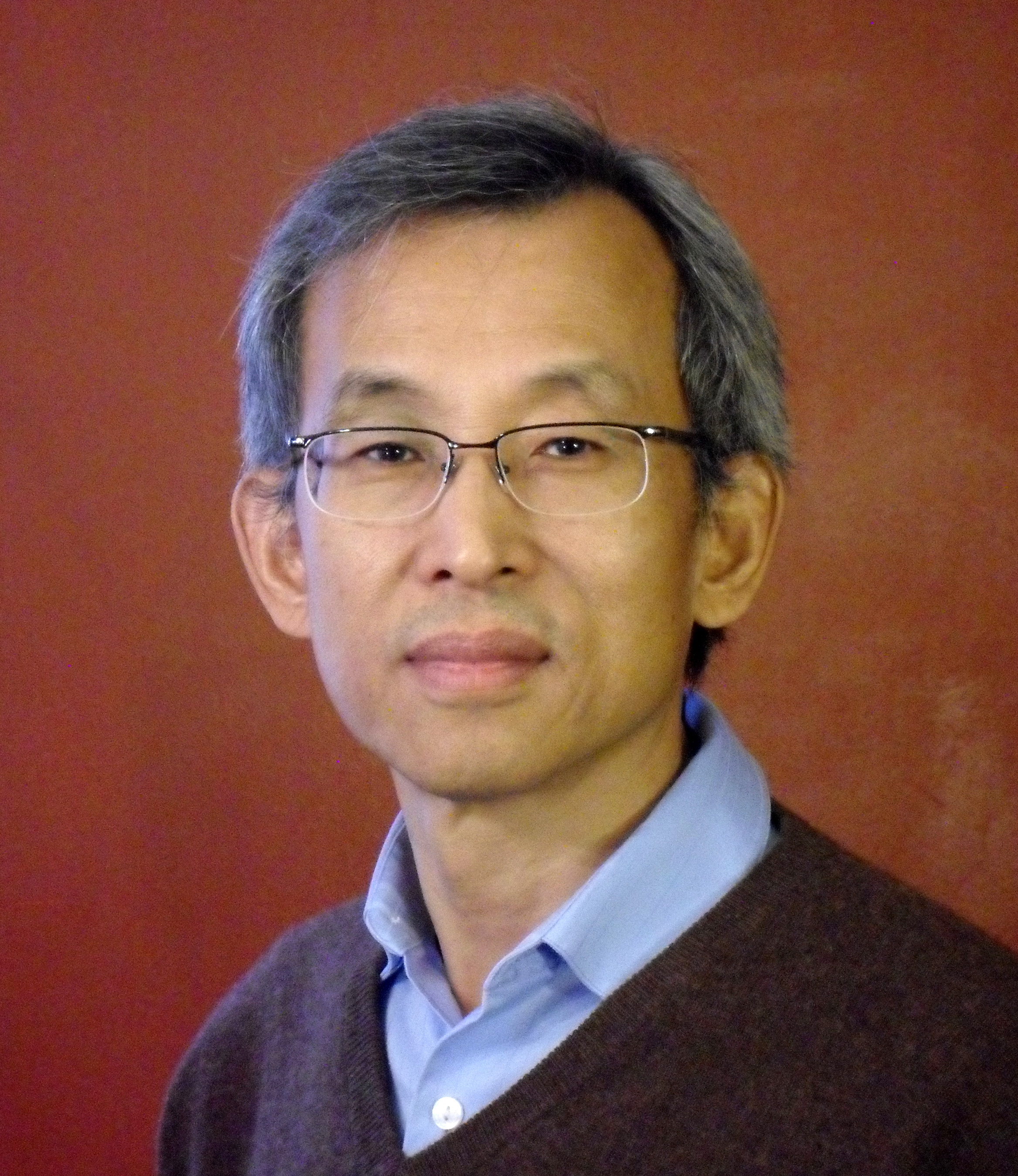
Sang-Wook Cheong

Sang-Wook Cheong (geb. vor 1982) ist ein südkoreanischer Physiker.
Cheong studierte zunächst Mathematik an der Seoul National University mit dem Bachelor-Abschluss 1982 und wurde 1989 an der University of California, Los Angeles, in Physik promoviert. 1986 bis 1989 war er am Los Alamos National Laboratory und danach bis 2001 an den Bell Telephone Laboratories. Seit 1997 ist er Professor an der Rutgers University. 2005 war er dort Gründungsdirektor des Center for Emergent Materials. Außerdem ist er Professor an der Naturwissenschaftlich-Technische Universität Pohang (Postech). Er war auch Gastwissenschaftler am National Synchrotron Radiation Research Center in Taiwan.
Er befasst sich mit komplexen Oxiden wie Multiferroika, solchen mit CMR-Effekt und Hochtemperatursupraleitern.
2010 erhielt er den James C. McGroddy Prize for New Materials für bahnbrechende theoretische und experimentelle Beiträge die das Verständnis und die Anwendbarkeit von Multiferroika-Oxiden förderten. 2007 erhielt er den Ho-Am-Preis, 2009 den KBS Global Korean Award und 2000 wurde er Fellow der American Physical Society. Er gehört zu den hochzitierten Wissenschaftlern. 